# Peter Westbrook
Peter Jonathan Westbrook (ur. 16 kwietnia 1952 w Saint Louis, zm. 29 listopada 2024) – amerykański szablista, brązowy medalista olimpijski.
Jego rodzice poznali się w Japonii po zakończeniu II wojny światowej. Jego ojciec, Ulysses był amerykańskim żołnierzem stacjonującym w tym kraju, a matka – Mariko była Japonką. Urodził się w Saint Louis, jednak rodzina przeprowadziła się do Newark. Niedługo później ojciec porzucił rodzinę.
Na igrzyskach olimpijskich w Montrealu w 1976 zajął siódme miejsce drużynowo i trzynaste indywidualnie. Podczas rozgrywanych osiem lat później igrzysk olimpijskich w Los Angeles wywalczył indywidualnie brązowy medal, wyprzedzili go tylko Francuz Jean-François Lamour i Włoch Marco Marin. Był to pierwszy od 24 lat medal olimpijski dla USA w szermierce. W zawodach drużynowych był szósty. Na igrzyskach olimpijskich w Seulu w 1988 roku był dwudziesty indywidualnie i siódmy drużynowo. Następnie był dziewiąty w turnieju drużynowym podczas igrzysk olimpijskich w Barcelonie w 1992. Brał również udział w igrzyskach olimpijskich w Atlancie w 1996 roku, zajmując 9. miejsce w zawodach drużynowych i 37. w indywidualnych.
Nie zdobył medalu mistrzostw świata. Wywalczył za to 11 medali na igrzyskach panamerykańskich: srebro drużynowo i brąz indywidualnie na IA w Meksyku (1975), srebro indywidualnie i drużynowo na IA w San Juan (1979), złoto indywidualnie i srebro drużynowo na IA w Caracas (1983), srebro indywidualnie i drużynowo na IA w Indianapolis (1987), srebro drużynowo na IA w Hawanie (1991) oraz złoto indywidualnie i drużynowo na IA w Mar del Plata (1995).